# Daisetsu Teitaro Suzuki

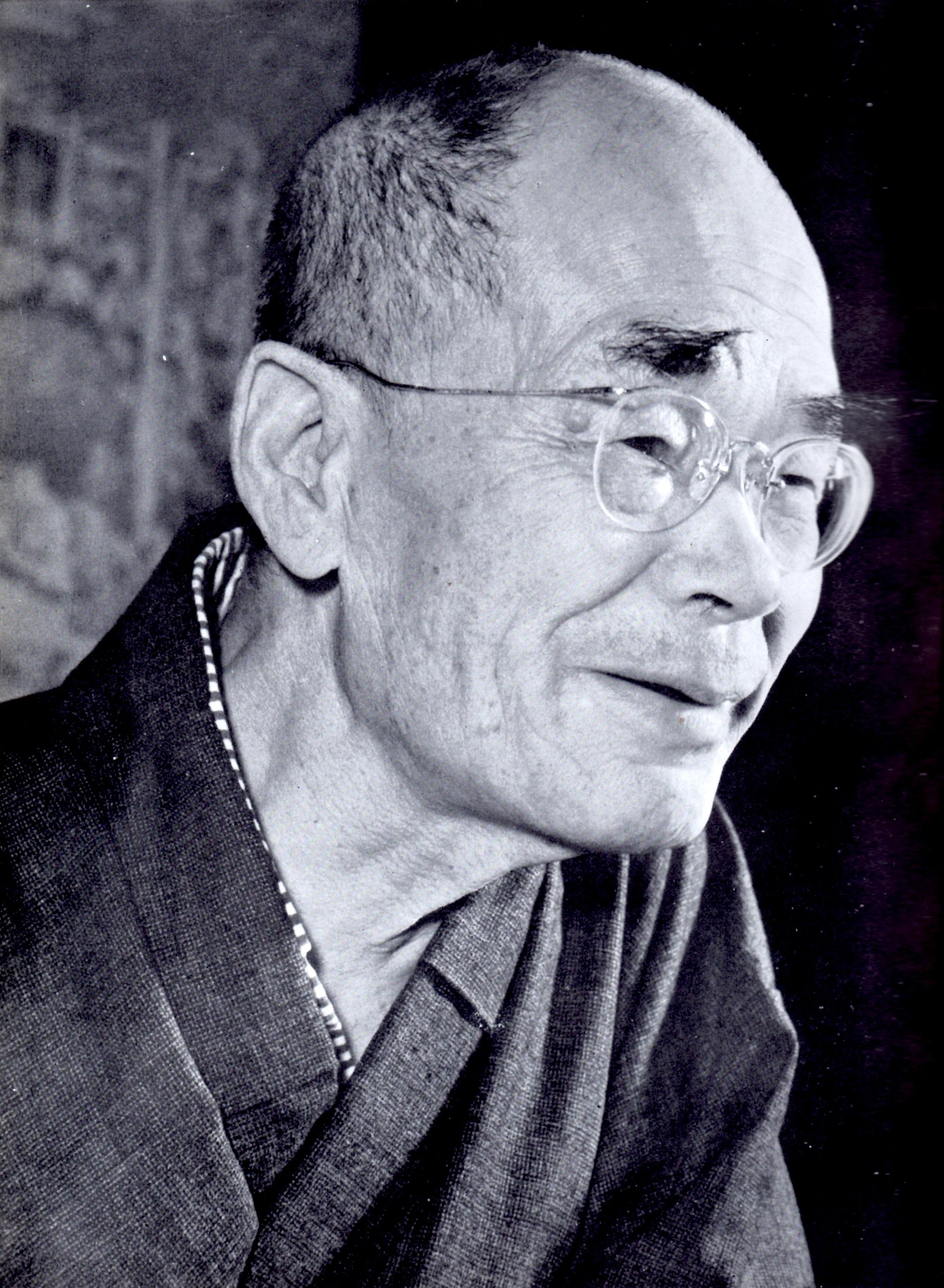
Daisetsu Teitaro Suzuki

Daisetsu Teitaro Suzuki (japanisch 鈴木 大拙, Suzuki Daisetsu; * 18. Oktober 1870 in Kanazawa als 鈴木 貞太郎, Suzuki Teitarō; † 12. Juli 1966 in Tokio) war ein japanischer Autor von Büchern über den Zen-Buddhismus.

## Leben
Teitaro Suzuki wurde als fünftes und jüngstes Kind des Arztes Ryojun Suzuki (1822–1876) geboren. Als Suzuki sechs Jahre alt war, starb sein Vater und wenig später auch ein älterer Bruder.
Die wirtschaftlich schwierige Situation zwang Suzuki, im Alter von 17 Jahren seine Schulausbildung ohne formalen Abschluss abzubrechen und sich seinen Lebensunterhalt mit Englischunterricht zu verdienen.
Zwei Jahre später starb auch seine Mutter. Wenig später zog Suzuki nach Tokio, um an der Waseda-Universität westliche Sprachen und Literatur zu studieren. In dieser Zeit wurde er durch einen seiner Brüder finanziell unterstützt. Auf Anregung seines Freundes Kitarō Nishida studierte Suzuki an der Kaiserlichen Universität zusätzlich Philosophie.
Suzuki wurde in eine Samurai-Familie hineingeboren. Der gesellschaftliche Wandel im damaligen Japan enthob die angesehenen Adels-Familien jedoch ihrer Privilegien. Die philosophischen und auch religiösen Studien Suzukis entsprachen auch seiner Suche nach Orientierung. Sein religiöses Interesse wurde zu einer Zeit erweckt, in der sich Japan aufgrund der Meiji-Restauration im sozialen Umbruch befand. Vom Abt des Familientempels des Rinzai-Zen zunächst abgewiesen, geriet der 21-jährige Suzuki an Imakita Kōsen im Tempel Engaku-ji in Kamakura und erhielt sein erstes Kōan. Wenige Monate später starb Imagita Kosen. Neuer Abt und damit Suzukis Lehrmeister wurde Shaku Sōen, der nach seiner Ordination immens am innerbuddhistischen Austausch mit anderen asiatischen Traditionen beteiligt war. Zudem vertrat Soen, wie sein Vorgänger Imagita Kosen, eine Anpassung des Zen-Buddhismus an die Gegebenheiten der Moderne. Diese progressive Einstellung ermöglichte Suzuki einen Zugang zu religiösem Wissen, der noch wenige Jahre zuvor nicht möglich gewesen wäre. Zuvor stellten die Institutionen den Zen als „eine verschlossene Welt von Mönchen und Priestern“ dar, die sich erst durch den Verlust von staatlicher Unterstützung im Zuge der Meiji-Restauration und der daraus resultierenden Notwendigkeit der Behauptung gegenüber dem neu errichteten Staats-Shintō und dem Christentum für interessierte Laien öffnete.
Suzukis universitäre Bildung ermöglichten ihm eine Tätigkeit als Übersetzer von Shaku Soen für dessen rege Vortragstätigkeit, unter anderem beim Weltparlament der Religionen 1893. Nach der dortigen Begegnung mit Paul Carus schlug Soen seinen Schüler vor, um Carus bei der Übersetzung und Herausgabe einiger buddhistischer Werke behilflich zu sein.
Suzuki übertrug zunächst Carus’ The gospel of Buddha. According to old records (Chicago 1894) ins Japanische, blieb jedoch weiter als Novize im Kloster bei seinem Meister Soen und erlebte Satori, indem er sein Kōan löste (Klatschen einer Hand). Er erhielt von seinem Zen-Meister den buddhistischen Zunamen Daisetsu („Große Einfachheit“, in der Literatur zumeist als Daisetz geführt). Nach Abschluss seiner Zen-Studien 1897 folgte er dann dem Ruf Carus’ nach Amerika und wurde dessen persönlicher Assistent.
Nach mehr als zehn Jahren Übersetzer- und später auch Vortrags- und Lehrtätigkeit kehrte Suzuki 1908 über Europa nach Japan zurück. In Paris und London hielt ihn seine Übersetzertätigkeit einige Zeit fest.
Zurück in Japan nahm er Lehrtätigkeiten als Englischlehrer an und lebte in der Nähe des Klosters seines Zen-Meisters Soen. 1911 heiratete Suzuki die Amerikanerin Beatrice Erskine Lane (1878–1939). Nach dem Tod seines Zen-Meisters gab er dem Drängen seines Jugendfreundes Kitarō Nishida nach und wurde 1921 in Kyoto an der Ōtani-Universität Professor für Buddhistische Philosophie.
Sowohl Suzuki selbst als auch seine Frau Beatrice waren Mitglieder der Theosophischen Gesellschaft Adyar (Adyar-TG) und riefen 1920 mit neun weiteren Theosophen die Tokyo International Lodge in Tokio mit Suzuki als Präsidenten ins Leben. Beatrice fungierte als Sekretärin der Loge. 1921 übersiedelten die beiden nach Kyōto, wo sie die theosophische Mahayana Lodge der Adyar-TG ins Leben riefen, wiederum mit Suzuki als Präsidenten und Beatrice als Sekretärin. Suzuki übersetzte 1937 bei einem Japanbesuch die Vorträge des späteren Präsidenten der Adyar-TG, Curuppumullage Jinarajadasa, vom Englischen ins Japanische.
1921 gründete er mit seiner Frau Beatrice Erskine Lane die Eastern Buddhist Society, eine Gesellschaft, die auf den Mahayana-Buddhismus fokussiert ist. Seinem Sendungsbewusstsein, den Buddhismus und den Zen-Buddhismus im Besonderen der westlichen Welt näher zu bringen, entsprach die Herausgabe der englischsprachigen Vierteljahresschrift The Eastern Buddhist.
Nach der Teilnahme an einem großen, von Francis Younghusband ins Leben gerufenen interreligiösen Kongress, dem World Congress of Faiths, der 1936 am University College London abgehalten wurde, startete Suzuki zu einer Vortragsreise durch amerikanische und britische Universitätsstädte.
Nach dem Zweiten Weltkrieg setzte Suzuki seine Vorträge im Westen fort, speziell in den USA. Er entschloss sich auch, wieder in Amerika zu leben, und verbrachte dort abermals zehn Jahre mit Lehr- und Vortragstätigkeiten an Universitäten (von 1952 bis 1957 an der Columbia University in NY). 1949 wurde er in Japan vom Kaiser mit dem Kulturorden, 1954 mit dem Asahi-Preis ausgezeichnet.
Am 12. Juli 1966 starb Daisetsu Teitaro Suzuki in Tokyo.

## Werk
Suzuki wurde zunächst bekannt durch Übertragungen verschiedener buddhistischer Texte ins Englische, Beachtung fand z. B. die erste des Lankavatara-Sutra aus dem Sanskrit (i. V. m. der chinesischen Gunabhadra-Ausgabe). Insbesondere als Autor zahlreicher, oft auch parallel in den USA und Großbritannien erschienener Bücher über den Zen-Buddhismus sowie als Professor und als Vortragsreisender prägte er über Jahrzehnte das westliche Bild dieser Religion und Philosophie, angereichert mit diversen Bezügen zur Kunst und Kultur. International von großer Bedeutung war seine erste große Sammlung von eigenen Texten i. V. m. mit klassischen Schriften, die Essays in Zen Buddhism, die ursprünglich einschließlich des chinesischen Textes (mit japanischen Passagen) veröffentlicht wurden. Christmas Humphreys editierte nach 1945 eine als Complete Works bezeichnete einsprachige Reihe, William Barrett fasste viele von Suzukis Artikeln und Essays über Zen 1956 in einer Anthologie mit dem Titel Zen Buddhism zusammen. 2014–2020 gab Richard M. Jaffe vierteilig die Selected Works of D. T. Suzuki bei der University of California Press heraus; mit leicht revidiertem Englisch, vereinheitlichten Transkriptionen und wieder eingefügten chinesischen und japanischen Textpassagen editiert, waren hier auch verschiedene frühe Schriften enthalten.
Der Schweizer Psychiater und Begründer der analytischen Psychologie Carl Gustav Jung schrieb das Geleitwort zu Suzukis Buch Die große Befreiung. Einführung in den Zen-Buddhismus (1938/39; seit 1948 in den englischsprachigen Neuauflagen). Viele weitere seiner Bücher wurden in deutscher Sprache veröffentlicht, einige davon als Auszüge, einige auch in divergierenden Übersetzungen; bei Otto Wilhelm Barth (im Scherz-Verlag) erschienen ab 1987 seine „Hauptwerke in Einzelausgaben“, wobei die Essays in Zen Buddhism auf verschiedene Bände aufgeteilt wurden.
Die japanische Werkausgabe (鈴木大拙全集) umfasste in der 2003 abgeschlossenen 3. Auflage 40 Bände.

Es kann davon ausgegangen werden, dass Suzukis spezifische Darstellung des Zen Produkt eines orientalistischen Netzwerkes ist und eine Reaktion auf postkolonial-modernes Verlangen nach religiöser Identität darstellt. Durch seinen regen Austausch mit buddhistisch-asiatischen Reformern, amerikanischen und europäischen Intellektuellen sowie mit westlichen Akteuren aus Theosophie, Wissenschaft, Kunst und Literatur kann Suzuki als globaler Begründer eines modernisierten Zen-Buddhismus verstanden werden, der durch die Aushandlungsprozesse dieses Netzwerkes entstanden war:
"D.T. Suzuki transmitted Zen to the West – and to some extent back to Japan. As a product of both East and West he acted as a translator of cultures, as a spiritual bridge-builder and 'midwife,' and he had been a mythological figure, he could have been called a culture hero. [...] He was part of a fine-meshed interrelated network, a human sign among a web of signifiers, and infinite frame of reference where ideas, ideals and metaphors were part of a communicative living tradition."
Ebenfalls lässt sich Suzukis Wirken, wie auch das anderer Reformer, beispielsweise von Vivekananda oder Dharmapala, in breitere Diskurse des 19. Jahrhunderts einordnen. Christlich-theologische Akteure waren bemüht, das Christentum gegen die neu entdeckte asiatische Religionsgeschichte, die aufgrund ihres Alters mit besonderen Zuschreibungen der Ursprünglichkeit versehen wurde, zu verteidigen und gleichzeitig seine Vereinbarkeit mit der Wissenschaft zu proklamieren. Asiatische Akteure, wie Suzuki, verfügten aufgrund ihrer ausgezeichneten globalen Vernetzung über Kenntnisse dieser europäischen Debatten und nahmen in ihren eigenen Werken explizit Bezug auf diese. So betont Suzuki beispielsweise die besondere Bedeutung der Erfahrung in Opposition zum Glauben sowie die Vereinbarkeit mit der westlichen Psychoanalyse.

## Einflüsse
- 1957 war Charlotte Selver zusammen mit Erich Fromm, Richard DeMartino, und Daisetsu Teitaro Suzuki eine der Sprecherinnen an einer Konferenz “Zen Buddhism and Psychoanalysis” in Mexico.
- Über seinen Schüler Alan Watts und durch Charlotte Selver hatte Suzuki Einfluss auf die humanistische Bewegung am Esalen-Institut (Human Potential Movement: Fritz Perls, Abraham Maslow, Alexander Lowen, Will Shuts, John Periocus, Rollo May, Carl Rogers, Moshé Feldenkrais, Ida Rolf).
- "The premier metaphysician of the 20th century, Martin Heidegger, once said in regard to D. T. Suzuki, "If I understand this man correctly, this is what I have been trying to say in all my writings." Roman Catholic writer Thomas Merton, analytical psychologist Carl Jung, social psychologist Erich Fromm, avant-garde musician John Cage, writer and social critic Alan Watts, poet Gary Snyder – all influential in their own rights, claim a debt to Mr. Suzuki and his writings, the most representative of which are gathered here in Zen Buddhism. An intellectual understanding of Zen begins with this book." (Daisetsu Teitaro Suzuki – Zen Buddhism, Gebundene Ausgabe, Aryan Books International, 2002.)

## Kritik
Der Religionskritiker Victor Trimondi postulierte in seinem Buch Hitler – Buddha – Krishna, Suzuki habe während des Zweiten Weltkriegs mit den japanischen Militärs kooperiert und in mehreren Veröffentlichungen zur „Ausformulierung eines faschistisch-buddhistischen Kriegerethos“ beigetragen. Trimondi beruft sich dabei auf das Buch Zen at War von Brian Daizen Victoria. Nach 1945 sei Suzuki allerdings der „erste bekannte japanische Buddhist [gewesen], der sich in mehreren Artikeln kritisch mit der Kriegspolitik seines Landes und der opportunistischen Haltung der japanischen Buddhisten auseinandersetze.“
Eine Kritik von Kemmyō Taira Satō, der die kritischen Aussagen über Suzuki in Zen at War analysierte und in Frage stellte, initiierte eine ausführliche Diskussion über das Thema.

## Werke (Auswahl)

### Als Autor
Titel der englischen Ausgaben:
- Outlines of Mahâyâna Buddhism. Luzac & Co., London 1907; spätere Ausgabe bei Schocken Books, New York 1963.
- A Brief History of Early Chinese Philosophy. Probsthain & Co., London 1914 (enthält drei 1907–1908 in The Monist veröffentlichte Artikel).
- Essays in Zen Buddhism, First Series. Luzac & Co, London 1927 / Grove Press, New York 1927 (Chinesisch/Japanisch-Englisch); spätere einsprachige Ausgabe (Hrsg. Christmas Humphreys) bei Rider & Co., London u. a. 1949 (s. a. ISBN 0-09-026771-0).
- Essays in Zen Buddhism, Second Series. Luzac & Co, London 1933 / Samuel Weiser Inc., New York 1933 (Chinesisch/Japanisch-Englisch); spätere einsprachige Ausgabe (Hrsg. Christmas Humphreys) bei Rider & Co., London 1950 (s. a. ISBN 0-09-048431-2).
- Essays in Zen Buddhism, Third Series. Luzac & Co, London 1934 / Samuel Weiser Inc., New York 1934 (Chinesisch/Japanisch-Englisch); spätere einsprachige Ausgabe (Hrsg. Christmas Humphreys) bei Rider & Co., London u. a. 1953 (s. a. ISBN 0-09-048441-X).
- The Great Liberation – Introduction to Zen Buddhism, Eastern Buddhist Society, Kyōto 1934; spätere Ausgabe bei Rider & Co., London 1949; in deutscher Übersetzung zuerst publiziert bei Weller, Leipzig 1939 als Die große Befreiung – Einführung in den Zen-Buddhismus, aus dem Englischen übersetzt von Heinrich Zimmer und mit einem Geleitwort von C. G. Jung. Bis 2010 14 Auflagen und einige Prachtausgaben, zuletzt bei O. W. Barth (im Scherz Verlag), Frankfurt am Main 2005, ISBN 3-502-61157-2.[21]
- The Training of the Zen Buddhist Monk. The Eastern Buddhist Society, Kyoto 1934; mit neuer Einleitung: University Books, New York 1965.
- Manual of Zen Buddhism, A collection of Buddhist texts, images, including the "ten ox-herding pictures". Eastern Buddhist Society, Kyoto 1935 (The Ataka Buddhist Library VIII); spätere Ausgabe bei Grove Press, New York 1960.
- Zen Buddhism and its influence on Japanese culture. Eastern Buddhist Society, Kyoto 1938 (The Ataka Buddhist Library IX); spätere Ausgabe als Zen and Japanese Culture. Pantheon Books, New York City 1959 (Bollingen Series LXIV); deutsche Ausgaben als
  - Zen und die Kultur Japans; übertr. und eingel. von Otto Fischer, Deutsche Verlags-Anstalt, Stuttgart 1941; leicht gekürzt herausgegeben bei Rowohlt, Reinbek b. Hamburg 1958 (Rowohlts deutsche Enzyklopädie Bd. 66).
  - Zen und die Kultur Japans. Der Geist des Zen in Dichtung und Malerei, Theater, Tee-Weg, Garten- und Baukunst, Philosophie und Kampfkünsten Japans; einzig berecht. Übers. aus dem Engl. von Jochen Eggert. O. W. Barth, Bern u. a. 1994.
- The Zen Doctrine of No-Mind, The Significance of the Sutra of Hui-Neng (Wei-Lang). Rider & Co., London u. a. 1949, revisited edition 1972; spätere Ausgabe bei Samuel Weiser, York Beach 1993, ISBN 0-87728-182-3.
- Living by Zen, A synthesis of the historical and practical aspects of Zen Buddhism. Rider & Co., London u. a. 1950 (s. a. ISBN 0-7126-5136-5); deutsche Übersetzung von Ursula von Mangoldt als Leben aus Zen, O. W. Barth, München-Planegg 1955; später erweiterte Ausgabe als Erfülltes Leben aus Zen. Mit einer Einführung in die Texte von Wei-Lang (Hui-neng).[22] O. W. Barth, 1973.
- Mysticism: Christian and Buddhist. George Allen & Unwin, London 1957; spätere Ausgaben bei Harper & Row, New York u. a. 1971; Greenwood Press, Westport 1975, ISBN 0-8371-8516-5; deutsche Übersetzung von Lieselotte und Walter Hilsbecher: Der westliche und der östliche Weg, Essays über christliche und buddhistische Mystik. Ullstein, Frankfurt am Main 1957 (Ullstein-Buch 299 / Weltperspektiven 5) (s. a. ISBN 3-548-35505-6).
- Lectures on Zen Buddhism. – In: D. T. Suzuki, Erich Fromm, Richard de Martino: Zen Buddhism & psychoanalysis. Harper & Brothers, New York 1960 / Allen & Unwin, London 1960; deutsche Übersetzung als Über Zen-Buddhismus – in: Zen-Buddhismus und Psychoanalyse. Szczesny, München 1960; spätere Ausgabe bei Suhrkamp, Frankfurt am Main 1972 (suhrkamp taschenbuch 37) (s. a. ISBN 3-518-36537-1).
- The Essentials of Zen Buddhism. An Anthology of the Writings of Daisetz T. Suzuki; edited, and with an introduction, by Bernard Phillips. Riders & Co., London u. a. 1963.
- Swedenborg, Buddha of the North. Translated and with an Introduction by Andrew Bernstein, Afterword by David Loy. Swedenborg Foundation, West Chester 1996, ISBN 0-87785-184-0.[23]

### Als Übersetzer
- Açvaghosha's Discourse on the Awakening of Faith in the Mahayana. The Open Court Publishing Company, Chicago 1900.
- Soyen Shaku [Shaku Sōen]: Sermons of a Buddhist Abbot. Including the Sutra of Forty-two Chapters. The Open Court Publishing Company, Chicago 1906.
- Taitaro Suzuki, Paul Carus: Tʻai-Shang Kan-Ying Pʻien. Treatise of the Exalted One on Response and Retribution. The Open Court Publishing Company, Chicago 1906.
- Taitaro Suzuki, Paul Carus: Yin Chih Wen. The Tract of the Quiet Way with Extracts from the Chinese Commentary. The Open Court Publishing Company, Chicago 1906.
- The Lankavatara-Sutra: A Mahayana Text. George Routledge and Sons, London 1932; spätere Ausgabe bei Kegan Paul International, London et al. 1998, ISBN 0-7103-0600-8.[24]